# 住まいのダイエット
『住まいのダイエット』（すまいのダイエット）は、2017年4月2日から9月24日まで、朝日放送・社員の共同制作により、テレビ朝日系列で毎週日曜9:30 - 10:00（JST）に全26回放送された情報番組・教養番組。
家屋内に溜まった“贅肉”を徹底的に洗い出し、家屋内のごみや不用品などを処分して“きれいさっぱり”するを目的とした生活情報を、ドキュメンタリー形式で紹介するのが主な番組内容であった。
1989年春の改編で放送時間帯を変更した『住めば地球』以来、28年半続いた日曜9時台後半の朝日放送制作全国ネット枠における、最後のレギュラー番組でもある。

## 出演者
- ナビゲーター：瀬戸朝香 - 基本的にはオープニングに顔出し出演をしたのち、番組本編でナレーターを担当。
- 住まいのお悩み選手権MC：千鳥

ナレーション
- 多比良健

## 放送リスト
- 同一回の放送日が上段・下段に分かれて記されているものについては、上段は制作局の朝日放送のもの、下段は朝日放送を除くテレビ朝日系列フルネット23局のものである。このうち、放送日時が日曜9:30 - 10:00ではないものについては注釈をつけている。
- 8月13・20日放送分について、制作局の朝日放送のみ第99回全国高校野球選手権大会中継放送のため、平日昼前に臨時枠移動[注 3]。制作局を除くテレビ朝日系列フルネット23局では本来の放送日程通りに先行ネットしている（下記の表を参照）。

| 放送回 | 放送日               | 住まいのダイエットサポーター | 住まいのダイエットコーチ | 備考      |
| ------ | -------------------- | ---------------------------- | ------------------------ | --------- |
| 1      | 2017年 4月2日        | U字工事                      | やましたひでこ           |           |
| 2      | 4月9日               | 団長安田（安田大サーカス）   | 吉島智美                 |           |
| 3      | 4月16日              | 庄司智春（品川庄司）         | 古堅純子                 |           |
| 4      | 4月23日              | 梶原雄太（キングコング）     | 梶ヶ谷陽子               |           |
| 5      | 4月30日              | どぶろっく                   | やましたひでこ           |           |
| 6      | 5月7日               | ハマカーン                   | 吉島智美                 |           |
| 7      | 5月14日              | レッド吉田（TIM）            | 古堅純子                 |           |
| 8      | 5月21日              | 徳井健太（平成ノブシコブシ） | 梶ヶ谷陽子               |           |
| 9      | 5月28日              | ハマカーン                   | やましたひでこ           |           |
| 10     | 6月4日               | 団長安田（安田大サーカス）   | 吉島智美                 |           |
| 11     | 6月11日              | チャンカワイ（Wエンジン）    | 古堅純子                 |           |
| 12     | 6月18日              | じゅんいちダビッドソン       | 梶ヶ谷陽子               |           |
| 13     | 6月25日              | ハマカーン                   | 近藤典子                 |           |
| 14     | 7月2日               | 河本準一（次長課長）         | 吉島智美                 |           |
| 15     | 7月9日               | まちゃまちゃ                 | 古堅純子                 | [ 注 4 ]  |
| 16     | 7月16日              | じゅんいちダビッドソン       | 安東英子                 |           |
| 17     | 7月23日              | ねづっち                     | やましたひでこ           | [ 注 5 ]  |
| 18     | 7月30日              | さらば青春の光               | 吉島智美                 | [ 注 6 ]  |
| 19     | 8月6日               | 勝俣州和                     | 古堅純子                 | [ 注 7 ]  |
| 20     | 8月23日（水）8月13日 | 勝俣州和                     | 古堅純子                 | [ 注 7 ]  |
| 21     | 8月23日（水）8月20日 | （総集編）                   | （総集編）               | [ 注 10 ] |
| 22     | 8月27日              | 梶原雄太（キングコング）     | 石阪京子                 |           |
| 23     | 9月3日               | U字工事                      | 近藤典子                 |           |
| 24     | 9月10日              | 団長安田（安田大サーカス）   | 吉島智美                 |           |
| 25     | 9月17日              | ハマカーン                   | 古堅純子、吉島智美       | [ 注 11 ] |
| 26     | 9月24日              | （総集編）                   | （総集編）               | [ 注 12 ] |

### 住まいのお悩み選手権
視聴者からの住宅での困りごとについて投稿してもらい、優秀な案件については実際にリフォームをしてもらえるコーナー。
- 4月：絶叫選手権（街頭ロケ。本番組のメインスポンサーであるLIXILのグループ会社であった、スーパービバホームの店頭で行われたことがある）
- 5・6・8月：川柳選手権
- 6・7月：困り顔選手権（写真投稿）

## テーマソング
- ビートルズ「オブ・ラ・ディ、オブ・ラ・ダ」

## スタッフ
- 構成：尾首大樹、むらこし豪昭、鈴木裕士、高橋邦彦、尾林怜、田中大祐（田中→2017年5月 - ）
- 技術協力：AZABU PLAZA、ゼファー、MABU、Mqbu
- 音効：浅井孟義
- TK：伊藤梓見
- タイトルCG：ぴーたん
- 制作協力：マウントポジション、JFG、frame inf、Mawberries、プロジェクト ドーン
- リサーチ：フォーミュレーション、田原拓郎、中尾拓彦
- 編成：佐々木真司→石橋義史（朝日放送）
- 番組宣伝：阪本美鈴（朝日放送）
- 番組デスク：松原幹（朝日放送）
- 制作デスク：水島ひろみ
- 制作：岩井隆昌
- 演出補：松井雅伺、北村汐里、佐々木悠、山本菜摘
- 演出：奥田幸紀、瀧島光人、岡島友孝、管沼誠、鴛海剛
- 総合演出：中澤智有（マウントポジション）
- プロデューサー：加藤香織（朝日放送）、寺本俊司、松本光司（プロジェクト ドーン）、大江裕之、丸山浩史、小林昌生、チェ・ユンソン
- チーフプロデューサー：田村雄一（朝日放送）
- 制作・著作：朝日放送[注 1]、社員

## ネット局
| 放送対象地域   | 放送局                       | 系列           | 放送曜日・時間（JST）               | 放送期間                                             | ネット状況 | 備考      |
| -------------- | ---------------------------- | -------------- | ----------------------------------- | ---------------------------------------------------- | ---------- | --------- |
| 近畿広域圏     | 朝日放送（ABC）              | テレビ朝日系列 | 日曜 9:30 - 10:00                   | 2017年4月2日 - 9月24日                               | 制作局     |           |
| 北海道         | 北海道テレビ（HTB）          | テレビ朝日系列 | 日曜 9:30 - 10:00                   | 2017年4月2日 - 9月24日                               | 同時ネット |           |
| 青森県         | 青森朝日放送（ABA）          | テレビ朝日系列 | 日曜 9:30 - 10:00                   | 2017年4月2日 - 9月24日                               | 同時ネット |           |
| 岩手県         | 岩手朝日テレビ（IAT）        | テレビ朝日系列 | 日曜 9:30 - 10:00                   | 2017年4月2日 - 9月24日                               | 同時ネット |           |
| 宮城県         | 東日本放送（KHB）            | テレビ朝日系列 | 日曜 9:30 - 10:00                   | 2017年4月2日 - 9月24日                               | 同時ネット |           |
| 秋田県         | 秋田朝日放送（AAB）          | テレビ朝日系列 | 日曜 9:30 - 10:00                   | 2017年4月2日 - 9月24日                               | 同時ネット |           |
| 山形県         | 山形テレビ（YTS）            | テレビ朝日系列 | 日曜 9:30 - 10:00                   | 2017年4月2日 - 9月24日                               | 同時ネット |           |
| 福島県         | 福島放送（KFB）              | テレビ朝日系列 | 日曜 9:30 - 10:00                   | 2017年4月2日 - 9月24日                               | 同時ネット |           |
| 関東広域圏     | テレビ朝日（EX）             | テレビ朝日系列 | 日曜 9:30 - 10:00                   | 2017年4月2日 - 9月24日                               | 同時ネット |           |
| 長野県         | 長野朝日放送（abn）          | テレビ朝日系列 | 日曜 9:30 - 10:00                   | 2017年4月2日 - 9月24日                               | 同時ネット |           |
| 新潟県         | 新潟テレビ21（UX）           | テレビ朝日系列 | 日曜 9:30 - 10:00                   | 2017年4月2日 - 9月24日                               | 同時ネット |           |
| 静岡県         | 静岡朝日テレビ（SATV）       | テレビ朝日系列 | 日曜 9:30 - 10:00                   | 2017年4月2日 - 9月24日                               | 同時ネット |           |
| 石川県         | 北陸朝日放送（HAB）          | テレビ朝日系列 | 日曜 9:30 - 10:00                   | 2017年4月2日 - 9月24日                               | 同時ネット |           |
| 中京広域圏     | 名古屋テレビ（メ～テレ/NBN） | テレビ朝日系列 | 日曜 9:30 - 10:00                   | 2017年4月2日 - 9月24日                               | 同時ネット |           |
| 広島県         | 広島ホームテレビ（HOME）     | テレビ朝日系列 | 日曜 9:30 - 10:00                   | 2017年4月2日 - 9月24日                               | 同時ネット |           |
| 山口県         | 山口朝日放送（yab）          | テレビ朝日系列 | 日曜 9:30 - 10:00                   | 2017年4月2日 - 9月24日                               | 同時ネット |           |
| 香川県・岡山県 | 瀬戸内海放送（KSB）          | テレビ朝日系列 | 日曜 9:30 - 10:00                   | 2017年4月2日 - 9月24日                               | 同時ネット |           |
| 愛媛県         | 愛媛朝日テレビ（eat）        | テレビ朝日系列 | 日曜 9:30 - 10:00                   | 2017年4月2日 - 9月24日                               | 同時ネット |           |
| 福岡県         | 九州朝日放送（KBC）          | テレビ朝日系列 | 日曜 9:30 - 10:00                   | 2017年4月2日 - 9月24日                               | 同時ネット |           |
| 長崎県         | 長崎文化放送（ncc）          | テレビ朝日系列 | 日曜 9:30 - 10:00                   | 2017年4月2日 - 9月24日                               | 同時ネット |           |
| 熊本県         | 熊本朝日放送（KAB）          | テレビ朝日系列 | 日曜 9:30 - 10:00                   | 2017年4月2日 - 9月24日                               | 同時ネット |           |
| 大分県         | 大分朝日放送（OAB）          | テレビ朝日系列 | 日曜 9:30 - 10:00                   | 2017年4月2日 - 9月24日                               | 同時ネット |           |
| 鹿児島県       | 鹿児島放送（KKB）            | テレビ朝日系列 | 日曜 9:30 - 10:00                   | 2017年4月2日 - 9月24日                               | 同時ネット |           |
| 沖縄県         | 琉球朝日放送（QAB）          | テレビ朝日系列 | 日曜 9:30 - 10:00                   | 2017年4月2日 - 9月24日                               | 同時ネット |           |
| 鳥取県・島根県 | 山陰放送（BSS）              | TBS系列        | 月曜 15:52 - 16:21                  | 2017年6月12日 - 12月18日                             | 遅れネット | [ 注 13 ] |
| 宮崎県         | 宮崎放送（mrt）              | TBS系列        | 土曜 10:30 - 11:00 土曜 5:15 - 5:45 | 2017年10月7日 - 2018年1月6日 2018年3月17日 - 3月31日 | 遅れネット | [ 注 14 ] |

ネット配信
- TVer - テレビ朝日系列フルネット24局での放送終了後から次回放送日の9:00まで、最新回のみ配信（配信の都合上、早期配信終了とする回もあり）。また高校野球全国大会期間中は、朝日放送以外のテレビ朝日系列フルネット23局での先行ネット終了後から同23局での次回放送日の9:00まで、最新回のみ配信（朝日放送での臨時枠移動先での放送前に配信が終了する回も存在した）。